# لین شوفنگ
لین شوفنگ (انگلیسی: Lin Shoufeng؛ زادهٔ ۲۷ نوامبر ۱۹۷۱) وزنه‌بردار اهل چین بود. وی در بازی‌های المپیک تابستانی ۱۹۹۶ شرکت کرده‌است.